# Alexander Kálnoky
Alexandr Kálnoky (21. května 1924 Vídeň – 30. května 2017) byl příslušník moravské větve šlechtického rodu Kálnokyů z Kőröspataku a majitel zámku v Letovicích.

## Životopis
Alexander Hugo Alois Hieronymus Gustav Ignatius Felix Josef Maria se narodil jako syn Alexandra Gustava Kálnokyho (1888–1965) a jeho ženy Marii Theresii ze Schönburg-Hartensteinu (1896–1979).
Pocházel z hraběcího rodu, který původně pocházel ze Sedmihradska. Měl šest sourozenců.

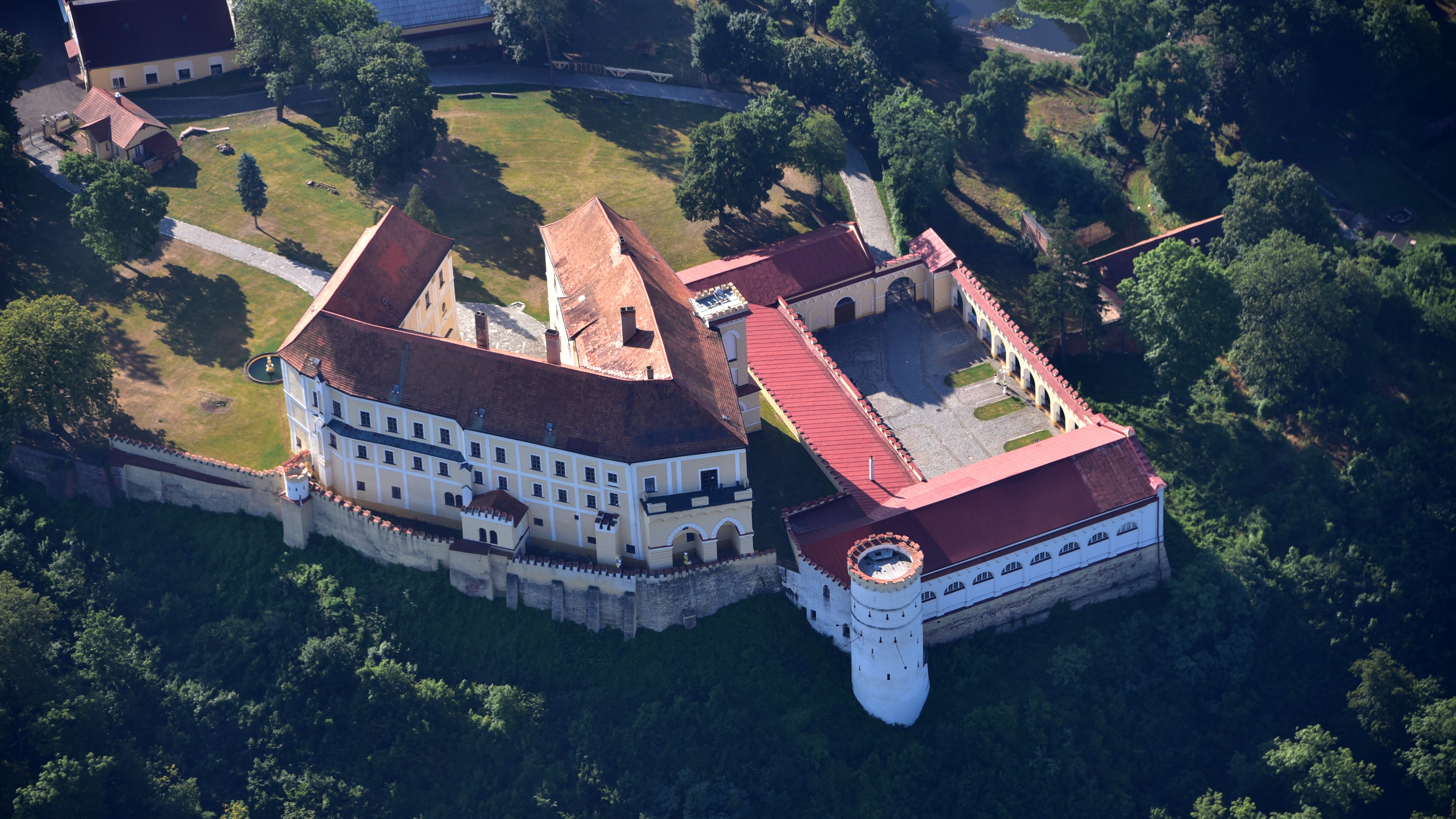
Zámek Letovice

V meziválečném období jeho rodina pobývala v Číčově na jižním Slovensku a v Letovicích. V mládí měl domácí učitele, následně navštěvoval jezuitské gymnázium poblíž Vídně. Po anšlusu Rakouska raději maturoval v Budapešti a tam následně navázal studiem na zemědělské univerzitě, která však byla na konci války uzavřena. V roce 1945 musel nastoupit do maďarské armády, ze které dezertoval. V roce 1948 byl jeho rodině znárodněn majetek, a tak v roce 1949 emigroval do Austrálie. Odcestoval z Neapole lodí v červnu a 15. července dorazil k protinožcům. Tam se živil jako tesař, řidič nákladního auta, choval drůbež, pět let byl pojišťovací agent a pracoval v realitní kanceláři. V polovině 70. let si otevřel vlastní realitní kancelář a zabýval se především prodejem průmyslových objektů. V roce 2013 mu byla udělena Cena Celestýna Opitze za dlouholetou a nezištnou podporu nemocnice v Letovicích.
Plynně ovládal pět jazyků.
Zemřel v Austrálii, smuteční rekviem se konalo 6. června 2017 v katolickém kostele Svaté rodiny v Lindfieldu na předměstí Sydney. Přesně rok po úmrtí 30. května 2018 byla urna s jeho ostatky uložena v řádové a šlechtické hrobce v kryptě kostela sv. Václava u Milosrdných bratří v Letovicích.

## Majetek
Ve čtyřech letech zdědil zámek v Letovicích po svém dědečkovi. Správu zámku převzal od otce ve svých 21 letech.
Po roce 2000 mu byl v restituci vrácen zámek v Letovicích a žádal také o více než tisíc hektarů především lesní půdy. V roce 2004 zámek prodal Bohumilu Vavříčkovi z Boskovic.

## Rodina
Jeho chotí se 3. září 1951 v Launcestonu na Tasmánii stala Australanka Angala Lade (20. 8. 1927 Launceston – ?), která pracovala jako zdravovní sestra. Narodily se jim tři děti:
- 1. Alexander Stanley Felix (12. 6. 1952 Launceston), pracuje v chemickém průmyslu[14]
  - ⚭ 1. (2. 10. 1987 Brisbane, rozvedeni 1990) Jeanette McCosker (* 3. 6. 1962 Emerald, Queensland)
  - ⚭ 2. (1997) Tanya Armstrong
- 2. Katherine Marie-Therese (* 26. 4. 1955 Launceston), zdravotní sestra[14]
  - ⚭ (14. 2. 1981 Northbridge) James Fletcher Campbell (* 13. 10. 1940 Melbourne)
- 3. Caroline Angela Johanna (* 24. 9. 1962 Crows Nest), pracuje v diplomatických službách[14]
  - ⚭ (2. 10. 1988 Northbridge) Dermot Phelan Thompson (* 28. 12. 1962 Portland, Oregon)